# Ramiro Cáseres
Ramiro Julián Cáseres (Ituzaingó Buenos Aires, Argentina, 9 de enero de 1994) es un futbolista argentino que juega como extremo. Actualmente se encuentra sin club.
Promovido por Ricardo Gareca, debutó como profesional el 3 de agosto de 2012 con la camiseta de Vélez Sarsfield. 

## Estadísticas

### Clubes
| Vélez Sarsfield Argentina | 1.ª           | 2012-13       | 6   | 0  | 1  | 0 | — | — | 7   | 0  | 0.00 |
| Vélez Sarsfield Argentina | 1.ª           | 2013-14       | 18  | 6  | 10 | 0 | 5 | 0 | 33  | 6  | 0.14 |
| Vélez Sarsfield Argentina | 1.ª           | 2014          | 11  | 1  | 1  | 0 | — | — | 12  | 1  | 0.00 |
| Vélez Sarsfield Argentina | 1.ª           | 2015          | 6   | 0  | —  | — | — | — | 6   | 0  | 0    |
| Gimnasia de Jujuy Argentina | 2.ª           | 2015          | 5   | 0  | —  | — | — | — | 5   | 0  | 0.00 |
| Gimnasia de Jujuy Argentina | Total club    | Total club    | 5   | 0  | 0  | 0 | 0 | 0 | 5   | 0  | 0.00 |
| Universidad San Martín · Perú | 1.ª           | 2016          | 42  | 5  | —  | — | — | — | 42  | 5  | 0.00 |
| Universidad San Martín · Perú | 1.ª           | 2017          | 35  | 3  | —  | — | — | — | 35  | 3  | 0.09 |
| Universidad San Martín · Perú | Total club    | Total club    | 77  | 8  | 0  | 0 | 0 | 0 | 77  | 8  | 0.1  |
| Vélez Sarsfield Argentina | 1.ª           | 2017-18       | 4   | 0  | —  | — | — | — | 4   | 0  | 0.07 |
| Vélez Sarsfield Argentina | Total club    | Total club    | 45  | 7  | 12 | 0 | 5 | 0 | 62  | 7  | 0.11 |
| CA Platense Argentina | 2.ª           | 2018-19       | 6   | 0  | —  | — | — | — | 6   | 0  | 0.00 |
| CA Platense Argentina | Total club    | Total club    | 6   | 0  | 0  | 0 | 0 | 0 | 6   | 0  | 0.00 |
| Talleres de Escalada Argentina | 2.ª           | 2020          | 6   | 0  | 1  | 0 | — | — | 7   | 0  | 0.00 |
| Talleres de Escalada Argentina | Total club    | Total club    | 6   | 0  | 1  | 0 | 0 | 0 | 7   | 0  | 0.00 |
| Defensores de Belgrano Argentina | 2.ª           | 2022          | 14  | 0  | —  | — | — | — | 14  | 0  | 0.00 |
| Defensores de Belgrano Argentina | Total club    | Total club    | 14  | 0  | 0  | 0 | 0 | 0 | 14  | 0  | 0.00 |
| Total carrera | Total carrera | Total carrera | 153 | 15 | 13 | 0 | 5 | 0 | 171 | 15 | 0.09 |
| (1) Incluye datos de Copa Argentina y Supercopa Argentina. (2) Incluye datos de Copa Sudamericana y Copa Libertadores. (3) No incluye goles en partidos amistosos. |               |               |     |    |    |   |   |   |     |    |      |

## Palmarés
Vélez Sarsfield
- Primera División Argentina (1): Inicial 2012, Superfinal 2012-13
- Supercopa Argentina (1): 2013